# II Proletariat
Socjalno-Rewolucyjna Partia „Proletariat” od 1889 roku Polska Socjalno-Rewolucyjna Partia „Proletariat” (w powojennej historiografii znana jako II Proletariat lub Mały (Drugi) Proletariat) – organizacja robotnicza powstała w lutym 1888 roku i działająca do marca 1893 roku. Kontynuowała tradycje i działalność rozbitego ostatecznie w 1886 roku I Proletariatu. Celem organizacji była walka o prawa i poprawę losu robotników, upaństwowienie środków produkcji oraz w dalszej perspektywie dążenie do stworzenia państwa robotniczego. Narzędziami walki o założone cele miały być tajna działalność robotnicza, wydawanie ulotek i gazetek, strajki oraz terror polityczny i ekonomiczny.

## Historia
Organizacja – jako kontynuacja dotychczasowej partii Proleteriat – powstała na bazie samodzielnych kółek socjalistycznych w wyniku inicjatywy emigracyjnych emisariuszy Ludwika Kulczyckiego i Marcina Kasprzaka. Na przełomie lutego i marca 1888 roku powołany został Warszawski Komitet Robotniczy złożony z robotników: Adama Dąbrowskiego, Władysława Anielewskiego, Napoleona Zelcera i Stanisława Kassjusza.
Po raz pierwszy pod nazwą „Socjalno-Rewolucyjnej Partia „Proletariat”, organizacja wystąpiła w odezwie w czerwcu 1888 roku. Na zjeździe w sierpniu 1889 roku powołano kierownictwo – „Centralizację” w składzie: Stanisław Mendelson, Maria Jankowska-Mendelson i Aleksander Dębski.
W 1891 roku grupa rozłamowców założyła Zjednoczenie Robotnicze.